# Petrovskij park (stanice metra v Moskvě)
Petrovskij park (rusky Петровский парк) je stanice moskevského metra na lince Bolšaja kolcevaja (dříve známé pod názvem Třetí přestupní okruh) na jejím prvním zprovozněném úseku. Stanice je pojmenována podle přilehlého parku. Ze stanice je možné přestoupit na stanici Dinamo na Zamoskvorecké lince.

## Charakter stanice
Stanice Petrovskij park se nachází v čtvrti Aeroport (Аэропорт) u Leningradského prospektu (Ленинградский проспект). Stanice disponuje dvěma podzemními vestibuly, jižní vestibul vyúsťuje na obě strany Leningradského prospektu, jižní směřuje se nachází u ulice Petrovsko-Rozumovskaja aleja (Петровско-Разумовская аллея), východy z něho jsou umístěny mimo jiné i u stadionu Dynamo. Oba vestibuly jsou s nástupištěm propojeny pomocí eskalátorů. U jižního vestibulu je organizován na stanici Dinamo Zamoskvorecké linky - je zde vybudován dočasný krytý pozemní průchod do doby, než bude vybudován průchod podzemní, jehož zprovoznění se plánuje z důvodu složitých hydrogeologických podmínek až na podzim roku 2018. Stanice je laděna do zelených barev (z důvodu přestupu na zelenou Zamoskvoreckou linku), nástupiště je vyzdobeno šedou a černou žulou, jeho boční stěny bílým a sloupy zeleným mramorem. Ve stanici najdeme i vyobrazení blízkého Petrovského paláce.